# New Glenn
New Glenn (зображення) — надважка орбітальна ракета-носій, яка має два ступеня, 7 м у діаметрі і яку розробляє компанія Blue Origin. Перший запуск відбувся 16 січня 2025 року з мису Канаверал (США).
Проєктні роботи почались у 2012 році. Технічні характеристики першої моделі були розкриті у вересні 2016 року.
Перший ступінь ракети має сім двигунів BE-4, які виготовляються компанією Blue Origin. Він буде придатний до багаторазового використання, як і попередня суборбітальна ракета-носій New Shepard.

## Історія
Вже через рік після початку розробки орбітальної системи, Blue Origin зробила заяву у вересні 2015 року щодо існування нової орбітальної ракети-носія.
У січні 2016 року, Blue Origin повідомила, що нова ракета-носій має бути набагато більше, ніж New Shepard, хоча це буде найменша з серії орбітальних апаратів Blue Origin. Компанія пообіцяла надати більш детальний опис розробок у 2016 році.
У вересні 2016 року була анонсована офіційна назва ракети-носія — «New Glenn».

### Ранні розробки орбітальних підсистем
Blue Origin почали розробку систем для орбітальних польотів людини ще у 2012 році. Існував проєкт багаторазового першого ступеня ракети-носія, яка повинна була летіти за суборбітальною траєкторією, злітати вертикально, як ракетний ступінь звичайної багатоступінчастої ракети. Далі ступінь відділявся, а верхні ступені продовжували виведення астронавтів на орбіту. До того ж, перший ступінь ракети-носія повинен був виконати вертикальну посадку як це робив суборбітальний агрегатний відсік New Shepard. Потім перший ступінь ракети-носія повинен знову заправитися і використовуватись, що дозволило підвищити надійність і знизити вартість виведення людини в космічний простір. Ракетний прискорювач проєктувався, щоб виводити на орбіту розроблювані компанією Blue Origin біконічні космічні кораблі з космонавтами і вантажем. Дизайн корабля передбачав також повернення на Землю в атмосферу Землі на парашутах, так, щоб в подальшому бути використаним знову у майбутніх місіях на довколоземній орбіті.
Blue Origin зуміли виконати загальні системні вимоги до орбітального космічного корабля вже до травня 2012 року.
Відразу після цього почались випробування двигуна для ракети-носія багаторазового використання. Випробування тяги на повну потужність для двигуна верхього ступеня BE-3, який працює на рідкому кисні і рідкому водні проводилось у NASA у жовтні 2012 року. Була успішно досягнута повна тяга 100 000 фунтів-сили (близько 440 кН).

### Ракета-носій
Подальші плани запуску орбітальної ракети-носія були анонсовані у 2015 році. До березня 2016 року, назву ракети згадали як Very Big Brother було відмічено, що це буде двоступенева рідинна ракета. Її конструкція передбачала багаторазове використання.
В січні 2016 року компанія Blue Origin заявила, що вони планували оголосити подробиці щодо запуску корабля пізніше, у 2016 році. Тоді і з'явилась інформація, що перший орбітальний запуск планувався зі стартового комплексу у Флориді у 2020 році.  Перший ступінь має оснащуватись рідинними двигунами BE-4, які використовують рідкий метан/рідкий кисень. На другому ступені буде встановлений двигун BE-3, який використовує суміш рідкий водень/рідкий кисень. Кількість двигунів на ступенях не було заявлено. Також нічого не відомо про стартову масу корисного навантаження. Компанія Blue Origin має намір запускати ракети з комплексу LC-36, а збирання буде повністю виконуватись на новому заводі, який розміщений поряд з комплексом, у Exploration Park. Випробування двигунів BE-4 також будуть проводитись у Флориді.
Деякий час компанія планувала на другому ступені використовувати один двигун BE-4 Vacuum з подовженим соплом, оптимізований для роботи у вакуумі. Двигун мав працювати на такому самому паливі і мати ті самі витрати пального, що і двигун першого ступеня.
У вересні 2016 року, Blue Origin повідомила, що ракета-носій матиме назву «New Glenn» на честь першого астронавта США, який вийшов на орбіту — Джона Гленна.
У 2021, Блю Оріджін зменшила оприлюднену кількість можливість повторних використань до щонайменше 25 польотів, у 2016 компанія заявляла про те, що дизайн розраховано на 100 польотів.
У липні 2021, стало відомо, що Безос започаткував інший проєкт всередині Блю Оріджін, щоб розглянути можливість розроблення повторновикористовного горішнього ступеня, з метою уможливлення зменшення загальної вартості ракети через повторне використання другого ступеня, так само як SpaceX намагається зробити із другим ступенем Старшипа. Проєкт має назву Джарвіс, над ним працює команда відокремлена від інших команд Блю Оріджін таким чином, щоб не бути скутою строгим менеджментом і паперовими процесами.

## Опис і технічні характеристики
«New Glenn» — це багатоступінчаста орбітальна ракета-носій, яка має 7 м у діаметрі, з додатковим третім ступенем і можливістю багаторазового використання першого ступеня.
Перший ступінь має сім двигунів BE-4, які працюють на суміші метан/рідкий кисень, вони також розроблені і виготовлені компанією Blue Origin. Перший ступінь — багаторазовий з вертикальною посадкою, з технологією, раніш розробленою і використаною у 2015—2016 роках на суборбітальних ракетах-носіях New Shepard.
Для того, щоб зменшити витрату часу на розробку двигуна BE-4 Vacuum, компанія вирішила замінити його на другому ступені ракети на 2 одиниці BE-3U. За їхніми розрахунками, вакуумна версія BE-3 матиме більший питомий імпульс. Про це повідомили у березні 2018 року.
Додатковий третій ступінь має використовувати один двигун BE-3U, також оптимізований для роботи у вакуумі, проте він працюватиме на суміші рідкий водень/рідкий кисень як пальному. Цей двигун також виготовлявся компанією Blue Origin і вже застосовувався на New Shepard, проте у версії, яка була оптимізована для рівня моря.